# جی اولین هاچینسون
جی اولین هاچینسون (انگلیسی: G. Evelyn Hutchinson; ۳۰ ژانویهٔ ۱۹۰۳ – ۱۷ مهٔ ۱۹۹۱) دانشمند در زمینه بوم‌شناسی اهل بریتانیا بود.
وی همچنین برندهٔ جوایزی همچون کمک‌هزینه گوگنهایم، جایزه کیوتو، مدال فرانکلین، و نشان ملی علوم شده‌است.